# Protestantse Kerk van Holtrup
De Protestantse kerk in Holtrup (Duits: Evangelische Kirche in Holtrup, een Stadtteil van Porta Westfalica (Noordrijn-Westfalen), is een kerkgebouw van de protestants-lutherse gemeente Holzhausen-Holtrup an der Porta.
Het huidige aanzien van het kerkgebouw dateert uit de vroege 16e eeuw. De toren is echter ouder en stamt nog uit de 11e eeuw.

## Bouwgeschiedenis en architectuur

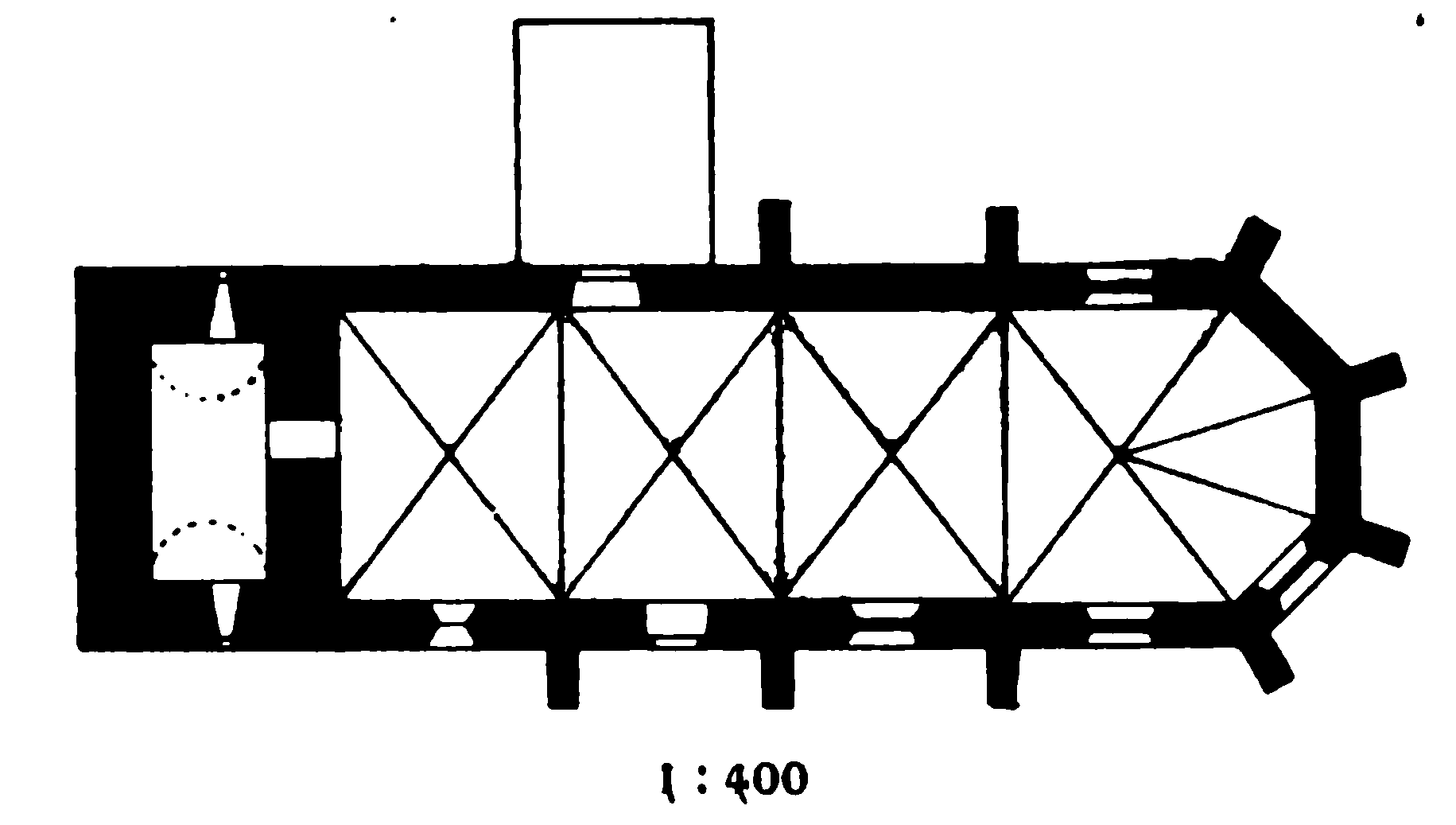
Plattegrond van de kerk

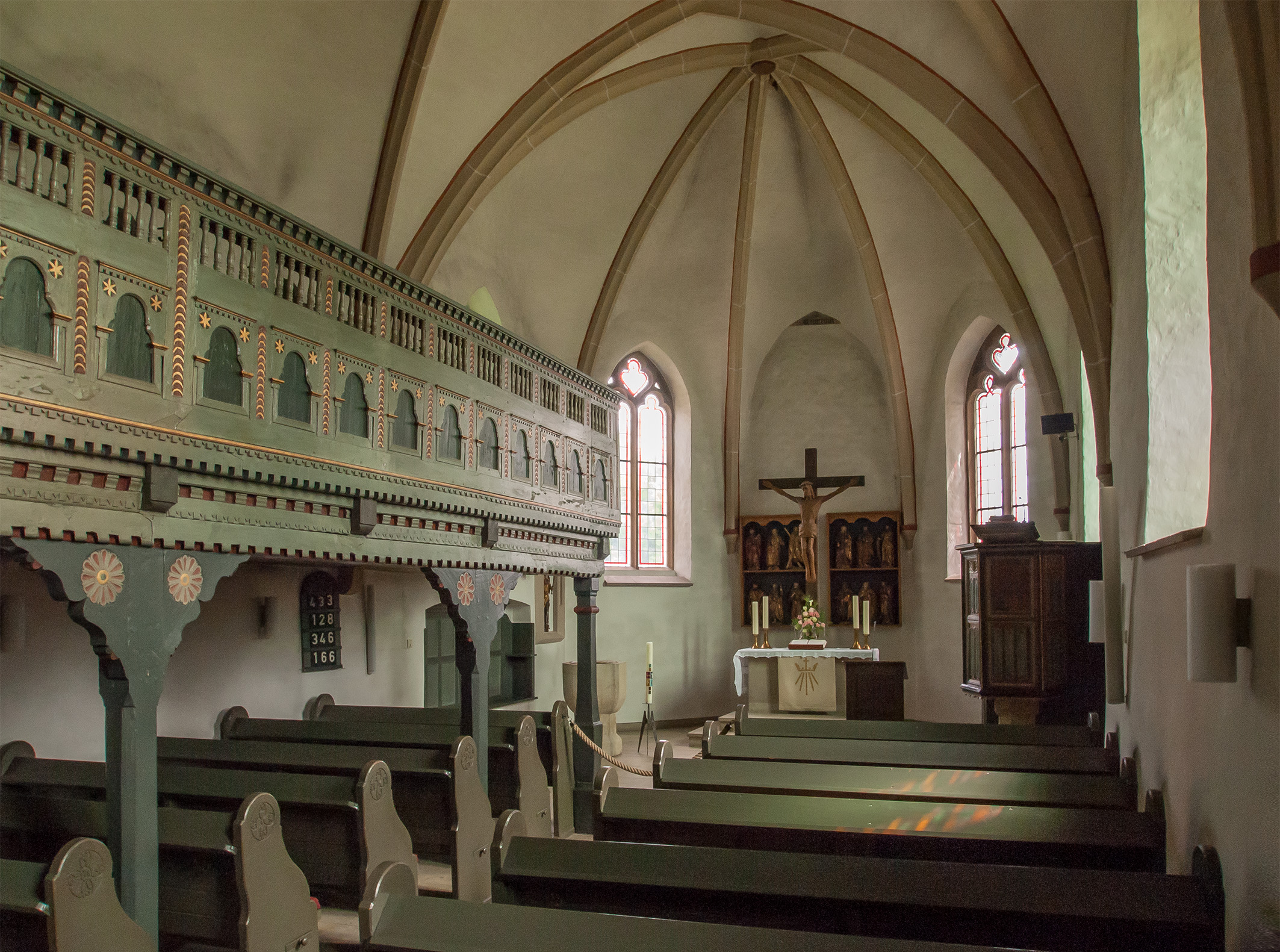
Interieur van de protestantse kerk in Holtrup

Het laatgotische kerkschip werd volgens een inschrift in 1517 gebouwd en in dezelfde breedte als de oudere westelijke toren toegevoegd. Over de bouwgeschiedenis van de voorgangerkerk is niets overleverd. De kerk betreft een drie traveeën tellende zaalkerk met een verlengd koor dat een 5/8 afsluiting heeft. In de kerk werden kruisribgewelven met sluitstenen ingebracht, de ramen zijn spitsbogig en deels voorzien van maaswerk. Op de zuidelijke kant bevindt zich een spitsbogige ingang, op de noordelijke kant een toegang van latere datum.
De brede, rechthoekige romaanse toren werd al in de 11e eeuw gebouwd. Het oorspronkelijke tongewelf in de toren werd later verwijderd. De galmgaten zijn door de kleine middenzuiltjes tweedelig.

## Inrichting
De kerk heeft meerdere laatgotische kunstwerken weten te bewaren. Een houtgesneden madonna op de maansikkel en de beelden van de twaalf apostelen stammen van een in 1525 gebouwd retabel en worden toegeschreven aan het atelier van een Benedictijnse meester uit Hildesheim. Eveneens laatgotische zijn de zeshoekige houten kansel (met inschrift 1558), het achthoekige doopvont en het sacramentshuisje.